# Афра Бен
Афра Бен (на английски: Aphra Behn; 14 декември 1640 г. (кръщение) в Кентърбъри, Англия – 16 април 1689 г. в Лондон, пак там) е английска поетеса, преводачка, белетристка и драматуржка от ерата на Реставрацията.
Като една от първите англичанки, които си изкарват прехраната с писане, тя руши културните бариери и служи като литературен модел за подражание за по-късни поколения авторки. Издигайки се от неизвестността, тя е забелязана от крал Чарлз II, който я наема за шпионка в Антверпен. След завръщането си в Лондон и вероятния си кратък престой в затвор за длъжници, Бен започва да пише за сцената. Принадлежи към група поети и известни либертинци като Джон Уилмът, 2-ти граф Рочестър и пише под пасторалния псевдоним Астрея. По време на бурната политическа епоха на Законопроекта за изключване, т. нар. Exclusion Crisis (1678 – 1681) пише епилог и пролог, които ѝ носят проблеми със закона. След това посвещава по-голямата част от работата си на проза и преводи. Убедена поддръжница на Стюартите, Бен отказва поканата на епископ Бърнет да напише приветствено стихотворение за новия крал Уилям III. Умира малко след това.
Бен е спомената в „Собствена стая“ на Вирджиния Улф“: „Всички жени заедно трябва да оставят да паднат цветя върху гроба на Афра Бен, която най-скандално, но и доста подходящо, е в Уестминстърското абатство, защото именно тя им е спечелила право да говорят каквото мислят." Гробът ѝ не е включен в Ъгъла на поетите, а се намира в Източната обител близо до стъпалата към църквата.

## Живот и творчество

### Версии за ранния ѝ живот
Информацията за живота на Бен е оскъдна, особено по отношение на ранните ѝ години. Това може да се дължи на умишлено прикриване от нейна страна. Според една от версиите нейни родители са бръснарят Джон Еймис и съпругата му Ейми; тя понякога е наричана Афра Еймис Бен. Друга история разказва, че родителите ѝ са двойка на име Купър. В „Историите и романите, написани от късно изобретателната г-жа Бен“ (All the Histories And Novels Written by the Late Ingenious Mrs. Behn, 1696) се заявява, че Бен е родена в семейството на Бартоломю Джонсън – бръснар и Елизабет Денъм – дойка. Полковник Томас Колпепър – единственият човек, който твърди, че я е познавал като дете, пише в ръкописа си Adversaria, че е родена в Стъри или в Кентърбъри, името на баща ѝ е г-н Джонсън, майка ѝ е дойката на полковника и Бен има сестра на име Франсис. Друга нейна съвременничка – Ан Финч, графиня Уинчълси, пише, че Бен е родена в селището Уай в Кент като дъщеря на бръснар. В някои изложения името на баща ѝ фигурира като Ъфри Джонсън.
Бен е родена по време на Английската революция и е дете на политическото напрежение на епохата. В една от версиите за историята на живота тя пътува през 1663 г. с Бартоломю Джонсън, съпругата му и малко момче (дефинирано като неин брат) до Западните Индии – до малката английска колония Willoughbyland (по-късно завладяна от холандците и преименувана на Суринам). Мъжът умира по пътя, а жената и двете деца прекарват в Суринам няколко месеца. По време на пътуването Бен казва, че се е запознала с африкански принц – роб, чиято история е в основата на едно от най-известните ѝ произведения – „Ориноко“ (Oroonoko). Възможно е тя да е била шпионка в колонията. Има малко проверими доказателства, които да потвърдят която и да е от историите. В „Ориноко“ Бен си приписва по-аристократична позицията като разказвач и нейният първи биограф – автор на Memoir' (1698) приема хипотезата, че тя е дъщеря на джентълмен, който става „генерал-лейтенант на 36 острова плюс континентален Суринам“. Малко са доказателствата, че това е било така и никой от нейните съвременници не признава този аристократичен неин статус. Също така няма доказателства, че Ориноко е съществувал реално или че е имало такова робско въстание, каквото е описано в романа.
Писателката феминистка Джърмейн Гриър нарича Бен „палимпсест, който тя е надраскала от себе си“, а биографката ѝ Джанет Тод отбелязва, че в Бен „има смъртоносна комбинация от неизвестност, секретност и театралост, което я прави трудба за напасване към всякакъв разказ, спекулативен или действителен. Тя не е толкова жена, чиято маска да бъде свалена, колкото непрестанна комбинация от маски". Забележително е, че нейното име не се споменава в данъчните или църковните регистри. В живота си е известна още като Ан Бен, г-жа Бен, агент 160 и Астрея.

### Кариера
Малко след предполагаемото си завръщане в Англия от Суринам през 1664 г. Бен вероятно се омъжва за Йохан Бен (Johan Behn, изписван и като Johann и John Behn) – търговец от немски или холандски произход, навярно от Хамбург. Той умира или двойката се разделя скоро след 1664 г., но оттогава писателката използва „Госпожа Бен“ като нейно професионално име.
Бен вероятно получава католическо възпитание. Веднъж тя коментира, че е била „предназначена за монахиня“ и фактът, че има толкова много контакти с католици, като писателя Хенри Невил, впоследствие арестуван заради католицизма си, е щяло да предизвика подозрения по време на антикатолическите вълнения през 1680-те г. Тя е монархистка и нейната симпатия към Стюартите и по-специално към католическия Херцог на Йорк е видна в посвещението на пиесата ѝ „Скитникът – част II“ (The Rover II) на него, след като е заточен за втори път. Бен е предана на възстановения крал Чарлз II. По онова време се появяват политическите партии и тя става поддръжница на Торите.
До 1666 г. писателката е свързана с двора, вероятно благодарение на влиянието на полковник Томас Кълпепър и на други лица. През 1655 г. избухва Втората англо-холандска война и Бен е вербувана за политическа шпионка в Антверпен от името на Чарлз II, вероятно под егидата на придворния Томас Килигрю. Това е първият добре документиран разказ за нейната дейност. Твърди се, че нейното кодово име е Астрея – име, под което по-късно тя публикува много от своите произведения. Главната ѝ задача е да установи близост с Уилям Скот, син на Томас Скот – един от убийците на крал Чарлз I, екзекутиран през 1660 г. Смята се, че Скот е готов да стане шпионин в полза на англичаните и да докладва за действията на английските изгнаници, които заговорничат срещу краля. Бен пристига в Брюге през юли 1666 г., вероятно с още двамина, тъй като в Лондон се вихрят чума и пожар. Работата на Бен е да превърне Скот в двоен агент, но има доказателства, че той я е предал на холандците.
Подвизите на Бен обаче не са печеливши. Цената на живота я шокира и тя е неподготвена за това. Един месец след пристигането си залага бижутата си. Крал Чарлз се бави в плащанията (ако изобщо плаща) за нейните услуги и разходи в чужбина. Трябва да се вземат пари назаем, за да може Бен да се върне в Лондон, където петицията на краля за заплатата ѝ е неуспешна. Вероятно никога не ѝ е било платено от короната. Издадена е заповед за ареста ѝ, но няма доказателства, че е била връчен или че е влязла в затвора заради дълга си, макар че апокрифно това често се споменава като част от нейната история.
Принудена от дълговете и от смъртта на съпруга си, Бен започва да работи като писателка за театралните трупи King's Company и Duke's Company. Тя е писала поезия до този момент. Въпреки че е записано, че е писала, преди да задлъжнее, Джон Палмър казва в рецензията си на нейните произведения, че „Бен пише за препитание. Писането е нейното спасение от глада и затвора за длъжници." Театрите, които са затворени по времето на Оливър Кромуел, са отворени отново по времето на Чарлз II, а пиесите се радват на възраждане. Първата ѝ пиеса – „Принудителният брак“ открива сезона на Duke's Company на 20 септември 1670 г. и е последвана от „Влюбеният принц“, на сцена през 1671 г. Те показват забележителния контрол на Бен върху новата театрална среда и загатват за нейния ранен интерес към държавната политика и взаимодействието на властта и секса. Първата пиеса предлага силата на легитимността пред грубата сила и целесъобразността на брака по любов, а втората открито намеква за блудството и хомосексуалността, и показва злоупотреба с властта, когато принцът е подвластен на секса.
Третата ѝ пиеса – „Холандският любовник" е поставена през 1673 г. в Дорсет Гардън и се опита да експлоатира антихоландското чувство от Третата англо-холандска война. Пиесата търпи провал и следите на Бен се губят за три години. Предполага се, че тя отново е пътувала, вероятно в качеството си на шпионка. Постепенно Бен преминава към комични произведения, които са по-успешни от търговска гледна точка. Най-популярните ѝ творби включват „Скитникът“ (The Rover).
Бен се сприятелява с известни писатели на времето като Джон Драйдън, Елизабет Бари, Джон Хойл, Томас Отуей и Едуард Рейвънскрофт, и е призната за член на кръга на Графа на Рочестър. Тя често използва своите творби, за да атакува парламентарните Виги, твърдейки: „Различните партии твърдят, че гонят общото благо по различни начини, но всъщност е все същото – политиката е вид луда болест." Това е упрекът на Бен към парламента, който отказва средства на краля.

### Последни години и смърт
През 1688 г., една година преди смъртта си, Бен публикува „Откритие на нови светове“ (Discovery of new Worlds) – превод на френското произведение за популярна астрономия Entretiens sur la pluralité des mondes от Бернар льо Бовие дьо Фонтънел, написано като роман под формата на нейно собствено произведение, но с новия му религиозно ориентиран предговор.
Като цяло Бен написва и поставя 19 пиеси, сътрудничи в още повече и става една от първите плодовити, високопоставени драматуржки във Великобритания. През 70-те и 80-те години на 17 век тя е една от най-продуктивните драматуржки в страната, отстъпвайки само на поета лауреат Джон Драйдън.
През последните четири години от живота ѝ здравето на Бен започва да се влошава поради бедност и дългове, но тя продължава да пише усилено, макар че ѝ става все по-трудно да държи писалка и е трудноподвижна. В последните си дни пише превода на последната книга на „Шестте книги на растенията“ (Six Books of Plants) на Ейбрахам Каули. Умира на 16 април 1689 г. и е погребана в Източната обител на Уестминстърското абатство. Надписът на надгробната ѝ плоча гласи: „Тук се крие доказателството, че остроумието никога не може да бъде достатъчно защита срещу тленността“ Тя е цитирана да твърди, че е водила „живот, посветен на удоволствието и на поезията“.

## Публикувани творби
Бен изкарва прехраната си с писане и е една от най-ранните англичанки, правещи това. След Джон Драйдън тя е най-плодотворната писателка на Английската реставрация. Бен не е първата жена в Англия, която публикува пиеса. През 1613 г. лейди Елизабет Кари, виконтеса Фолкланд, публикува „Трагедията за Мириам“ (The Tragedy for Miriam), през 1650 г. Маргарет Кавендиш публикува два тома с пиеси, а през 1663 г. в Дъблин и Лондон Катрин Филипс поставя превода на „Помпей“ на Пиер Корней. В Елизабетинската епоха жените са изключени от театъра, но в Реставрационна Англия те съставляват значителна част от публиката, а професионални актриси играят женските роли. Това променя естеството и темите на театъра в епохата на Реставрацията.
Първата пиеса на Бен – „Принудителният брак“ е романтична трагикомедия за уговорените бракове и е поставена от Компанията на херцога през септември 1670 година. Пиесата е на сцена в продължение на шест вечери, което се смята за добро начало за неизвестен автор. Шест месеца по-късно успешно е поставена пиесата „Влюбеният принц“. Бен отново използва пиеса, за да коментира вредното въздействие на уговорените бракове. Тя не крие факта, че е жена и вместо това го подчертава. Когато през 1673 г. Tеатър „Дорсет Гардън“ поставя „Холандският любовник“, критиците саботират пиесата с мотива, че авторът е жена. Бен се заема с тях директно в „Послание до читателя“ (Epistle to the Reader). Тя твърди, че жените са възпирани от несправедливото им изключване от образованието, а не поради липсата им на способности. След тригодишна пауза Бен публикува четири пиеси за кратък период от време: през 1676 г. – „Абделазер“, „Градският денди“ и „Скитникът“, а в началото на 1678 г. – „Сър Пейшънт Фенси“. Тази последователност от касови успехи води до чести атаки срещу нея. Тя е атакувана заради личния ѝ живот, моралът на пиесите ѝ е поставян под съмнение и е обвинявана в плагиатство за „Скитника“. Бен противодейства на тези публични атаки в предговорите на публикуваните от нея пиеси. В предговора към „Сър Пейшънт Фенси“ тя твърди, че е била поставена настрана, защото е жена, докато мъжете драматурзи са били свободни да водят най-скандалния начин на живот и да пишат неприлични пиеси.
По времето на Чарлз II преобладаващата пуританска етика е преобърната в модерното лондонско общество. Кралят се свързва с драматурзи, които изсипват презрението си върху брака и идеята за устойчивост на любовта. Сред неговите любимци е Джон Уилмът, 2-ри граф Рочестър, който се прочува с циничното си либертинство. Бен е приятелка с графа и става смела привърженичка на сексуалната свобода както за жените, така и за мъжете. Подобно на съвременните ѝ мъже либертинци тя пише свободно за секса. В скандалната си поема „Разочарованието“ (The Disappointment) Бен създава комичен разказ за мъжката импотентност от женска гледна точка. Критиците Лиза Цайц и Питър Томс твърдят, че поемата „игриво и остроумно поставя под въпрос конвенционалните полови роли и структурите на потисничество, които те подкрепят". В „Холандския любовник“ Бен откровено признава женското сексуално желание. Критиците ѝ набират сила заради публичната ѝ връзка с Джон Хойл – бисексуален адвокат с репутацията на насилник, свободомислещ и републиканец, който скандализира своите съвременници.
В края на 70-те години Бен е сред водещите драматурзи на Англия. Нейните пиеси са поставяни често в присъствието на краля. „Скитникът“ става фаворит в кралския двор.
Бен се включва активно в политическия дебат за наследяването. Тъй като Чарлз II няма наследник, настъпва продължителна политическа криза. Започва масова истерия, тъй като през 1678 г. Паписткият заговор (Popish Plot: конспирация, измислена от Тит Оутс, хвърлила Кралство Англия и Кралство Шотландия в антикатолическа истерия през 1678 – 1681 г.) предлага кралят да бъде заменен с римокатолическия му брат Джеймс. Създават се политически партии: Вигите искат да изключат Джеймс, докато Торите не вярват, че наследяването трябва да бъде променяно по някакъв начин. В крайна сметка Чарлз II разпуска Кавалерския парламент  и е наследен от Джеймс II през 1685 г. Бен подкрепя позицията на Торите и между 1681 и 1682 г. пише пет пиеси, за да дискредитира Вигите. Лондонската публика, главно симпатизанти на Торите, присъства на пиесите като голямо мнозинство. Бен обаче е арестувана по заповед на крал Чарлз II, когато използва една от пиесите, за да атакува Джеймс Скот, херцог Монмаут – незаконен син на краля.
Тъй като броят на публиката намалява, театрите поставят главно стари творби, за да пестят разходи. Въпреки това през 1686 г. Бен публикува „Щастливия шанс“. В отговор на критиките, отправени към пиесата, тя формулира дълга и страстна защита на жените – писателки. Нейната пиеса „Императорът на Луната“ е публикувана и поставена на сцена през 1687 г., и става една от най-дългите ѝ пиеси.
Бен спира да пише пиеси и се насочва към прозата. Днес тя е известна най-вече с романите, които е писала в по-късната част от живота си. Първият ѝ роман са „Любовни писма от три части между благородник и сестра му“, публикувани между 1682 и 1687 г. Произведението е вдъхновено от скандала на епохата, в който лорд Грей, 1-ви граф Танкървил бяга със снаха си лейди Хенриета Бъркли. По време на публикуването му романът е много популярен и има повече от 16 издания. Днес прозата на Бен е критично призната като важна за развитието на английския роман. След смъртта на Бен нови драматуржки като Деларивие Манли, Мери Пикс, Сузана Центливър и Катрин Тротър признават Бен за най-жизненоважната си предшественица, която е отварила публично пространство за писателките.
През 1688 г., по-малко от година преди нейната смърт, Бен публикува „Ориноко или Кралят роб“ – историята на поробения Ориноко и на неговата любима Имоинда. Тя се основава на пътуването на Бен до Суринам 20 години по-рано. Романът се радва на голям успех. През 1696 г. е адаптиран за сцената от Томас Саудърн и е на сцена непрестанно през 18 век. През 1745 г. произведението е преведено на френски и има седем френски издания. Тъй като аболиционизмът набира скорост в края на 18 век, романът е считан за първия аболиционистки роман.

## Наследство и преоценка
След смъртта ѝ през 1689 г. литературното творчество на Бен е маргинализирано и често отхвърляно. Това става независимо от публикуването на нейните „Истории, романи и преводи“ (Histories, Novels, and Translations) през 1700 г., които запазват литературната ѝ продукция за бъдещо преоткриване. До средата на 20 век тя многократно е отхвърляна като морално развратена писателка. През 18 век литературните ѝ творби са определяни като неприлични от Томас Браун, Уилям Уайчърли, Ричард Стийл и Джон Дънкомб. През 19 век Мери Хейс, Матилда Бетам, Александър Дайс, Джейн Уилямс и Джулия Кавана решават, че творбите на Бен са негодни за четене, тъй като са покварени и окаяни. Сред малкото критици, които считат Бен за значима писателка, са Лий Хънт, Уилям Форсайт и Уилям Хенри Хъдсън.
Животът и времената на Бен са разказани от дълга поредица биографи, сред които Александър Дайс, Едмънд Госе, Ърнест Бернбаум, Монтегю Самърс, Вита Саквил-Уест, Вирджиния Улф, Джордж Удкок, Уилям Дж. Камерън и Фредерик Линк.
От значителната литературна продукция на Бен единствено роматът „Ориноко“ се смята за значим от литературните изследователи. Тази книга, публикувана през 1688 г., се счита за един от първите аболиционистки и хуманитарни романи на английски език. Смята се за предшественик на „Разговори за неравенството“ на Жан-Жак Русо.
От 70-те години на 20 век литературните произведения на Бен са преоценени от феминистките критички и писателки. Тя е преоткрита като значима писателка от Морийн Дъфи, Анджелин Горо, Рут Пери, Хилда Лий Смит, Мойра Фъргюсън, Джейн Спенсър, Дейл Спендър, Илейн Хоби и Джанет Тод. Това води до препечатка на нейните творби: „Скитникът“ е преиздаден през 1967 г., „Ориноко“ – през 1973 г., „Любовни писма между благородник и неговите сестри“ – през 1987 г., а „Щастливият шанс“ – през 1988 г. Монтегю Самърс – автор на научни трудове за английската драма от 17 век, публикува 6-томна колекция с творби на Бен с надеждата да възстанови репутацията ѝ. Той е страстно запален по работата на Бен и се оказва изключително отдаден на оценката на литературата от 17 век. Феликс Шелинг пише в „Кеймбриджка история на английската литература“, че Бен е била „много талантлива жена, принудена да пише, за да си изкарва хляба в една епоха, в която литературата... обикновено се е грижела за най-ниските и най-развратни човешки наклонности“, и че „Успехът ѝ е зависел от способността ѝ да пише като мъж." Едмънд Госе отбелязва, че тя е, „... Жорж Санд на Реставрацията“.

Критиката на поезията на Бен се фокусира върху темите за пола, сексуалността, женствеността, удоволствието и любовта. Феминистката критика е насочена към включването от страна на Бен на женското удоволствие и сексуалност в нейната поезия, което е радикална концепция за времето. Критичката Алисън Конуей разглежда Бен като инструмент за формирането на съвременната мисъл за женския пол и сексуалността: „Бен пише за тези теми, преди да бъдат въведени технологиите за сексуалността, които сега асоциираме, и това отчасти е поради факта, че тя се опитва толкова много да се разположи по най-познатите ни траектории". Вирджиния Улф пише в „Собствена стая“:
Всички жени заедно трябва да оставят цветя да падат върху гроба на Афра Бен ... защото именно тя им е дала правото да говорят каквото мислят... Бен доказа, че може да се изкарват пари с писане, жертвайки навярно определени приятни качества; така постепенно писането стана не просто знак за глупост и разсеян ум, а придоби практическо значение.
Като признание за нейната новаторска роля в женската литература Бен е представена във видеото „Нейната история" (“Her Story“) в почит на забележителните жени в турнето на Ю Ту в Северна Америка през 2017 г. за 30-годишнината от албума Joshua Tree.

## Адаптации на Бен в литературата
Животът на Бен е адаптиран за сцената през 2014 г. в пиесата „Императрица на Луната: Животът на Афра Бен“ (Empress of the Moon: The Lives of Aphra Behn) от Крис Браак и през 2015 г. в пиесата „[изход г-жа Бен] или „Играта на Лео“ ([exit Mrs Behn] or, The Leo Play) от Кристофър Вандерарк. Тя е един от персонажите в пиесата от 2010 г. „Или“ (Or) от Лиз Дъфи Адамс.
Бен се появява като героиня в романа „Нютонски сън“ (Newtons Sleep) от Даниел О'Махони, в научнофантастичните романи „Вълшебният лабиринт“ (The Magic Labyrinth) и „Богове на речния свят" (Gods of Riverworld) на Филип Хосе Фармър, в „Покана за погребение" (Invitation to a Funeral, 1999) на Моли Браун и в „Маската забрало“ (The Vizard Mask) на Даяна Норман. Тя е спомената в романа на Патрик О'Брайън „Самотен остров“ (Desolation Island). Аудио пиесата на Л. М. Мйалс „Конспиранцията Астреа“ (The Astrea Conspiracy) включва Бен заедно с Доктор Кой, озвучена от актрисата Нив Макинтош.

## Произведения на Афра Бен

### Пиеси
- Принудителният брак или Ревнивият младоженец (The Forc'd Marriage, or The Jeaous Bridergoum, 1670) – трагикомедия
- Влюбеният принц или Любопитният съпруг (The Amorous Prince, or, The Curious Husband, 1671) – трагикомедия
- Холандският любовник (The Dutch Lover, 1673) – комедия
- Абделазер или Отмъщението на мавъра (Abdelazer, or The Moor's Revenge, 1676) – трагедия
- Градският денди или сър Тимоти Тодри (The Town Fop or, Sir Timothy Tawdry, 1676) – комедия
- Развратникът или Лековерният рогоносец (The Debauchee: Or, The Credulous Cuckold, 1677) – комедия
- Скитникът или Прокудените рицари (The Rover, or The Banish't Cavaliers, 1677) – комедия
- Фалшивият Младоженец или Победената вдовица (The Counterfeit Bridegroom: Or The Defeated Widow, 1677) – комедия
- Сър Пейшънт Фенси (Sir Patient Fancy, 1678) – комедия
- Престорените куртизанки или Нощна интрига (The Feigned Courtesans, or A Night's Intrigue, 1679) – комедия
- Младият крал или Грешката (The Young King, or The Mistake, 1679) – трагикомедия
- Отмъщението или Среща в Нюгейт (The Revenge: Or, A Match In Newgate, 1980) – комедия
- Скитникът, част 2 (The Second Part of The Rover, 1981) – комедия
- Фарс, наречен Фалшивият граф или Нов начин да играеш стара игра (A Farce Call'd The False Count, Or, A New Way to play An Old Game, 1681)
- Кръглоглавите или Добрата стара кауза (The Roundheads or, The Good Old Cause, 1681) – комедия
- Градската наследница или Сър Тимоти Почерпи-всички (The City-Heiress: Or, Sir Timothy Treat-all, 1682) – комедия
- Какъвто бащата такъв и синът (Like Father, Like Son, 1682)
- Пролог и епилог към Ромул и Херсилия, или Сабинската война (Prologue and Epilogue to Romulus and Hersilia, or The Sabine War, ноември 1682 г.) – трагедия
- Щастливият шанс или Изгодната сделка на Алдърман (The Luckey Chance, or an Alderman's Bargain, 1686) с композитора Джон Блоу
- Императорът на Луната: Фарс (The Emperor of the Moon: A Farce, 1687)
- Вдовицата проповедник или Историята на Бейкън във Вирджиния (The Widow Ranter, or the History of Bacon in Virginia, 1689)[43] – трагикомедия, публикувана постмърно през 1690
- По-малкият брат или Влюбеният Джилт (The Younger Brother, or, The Amorous Jilt, 1696) – комедия, публикувана посмъртно

### Романи
- Агнес де Кастро или Силата на щедрата любов (Agnes de Castro, or, the Force of Generous Love, 1688)
- Любовни писма между благородник и сестра му, в три части (Love-Letters Between a Nobleman and His Sister, 1682 – 1687)
- Ориноко или Кралят роб. Истинска история (Oroonoko, or, The Royal Slave. A True History, 1688)

### Разкази / Повести
- Честният Джилт или Любовта на принц Таркин и Миранда (The Fair Jilt or, the Amours of Prince Tarquin and Miranda, 1688)
- Историята на монахинята или Честата нарушителка на обети (The History of the Noon: or, the Fair Vow-Breaker, 1689)
- Историята на слугата (The History of the Servant, оспорвано[44])

### Поезия
- Стихотворения няколкократно, с Пътуване до Острова на любовта (Poems upon Several Occasions, with A Voyage to the Island of Love, 1684)
- Лицид или Любовникът на мода (Lycidus: Or The Lover in Fashion. Being an Account from Lycidus to Lysander, of his Voyage from the Island of Love. From the French. By the Same Author Of the Voyage to the Isle of Love. Together with a Miscellany Of New Poems. By Several Hands, превод на творба на Paul Tallemant, включва стихотворения на Алфа Бен, 1688)
- A Pindaric on the Death of Our Late Sovereign with an Ancient Prophecy on His Present Majesty, Londra, 1685
- A Pindaric Poem on the Happy Coronation of His Most Sacred Majesty James II and His Illustrious Consort Queen Mary, 1685
- A Congratulatory Poem to Her Most Sacred Majesty on the Universal Hopes of all Loyal Persons for a Prince of Wales, 1688
- A Pindaric Poem to the Reverend Dr. Burnet, 1689

### Преводи и други
- Prologue (al Valentinian на John Fletcher), Londra, 1684
- La Montre; or, The Lover's Watch, превод на творба на Balthazar de Bonnecorse, Londra, 1686
- The History of Oracles and the Cheats of the Pagan Priests, traduzione dell'adattamento di Bernard Le Bovier Fontenelle del De oraculis ethnicorum di A. van Dale, Londra, 1688
- A Discovery of New Worlds. From the French. Made English by Mrs. A. Behn. To which is prefixed a preface, by way of essay on translated prose; wherein the arguments of Father Tacquet, and others, against the System of Copernicus ... are likewise considered, and answered, превод на творба на Fontenelle, 1688
- Agnes de Castro or, The Force of Generous Love. Written in French by a Lady of Quality. Made English by Mrs. Behn, превод на роман на J.B. de Brilhac, 1688

### Сборници
- The Histories And Novels of the Late Ingenious Mrs. Behn: In One Volume.... Together with The Life and Memoirs of Mrs. Behn, Londra, 1696
- The Lady's Looking-Glass, to dress herself by; or, The Whole Art of Charming, Londra, 1697
- Histories, Novels, and Translations, written by the most ingenious Mrs. Behn; the second volume, Londra, 1700

## Биографии и писания, базирани на живота на Бен
- Maureen Duffy. The Passionate Shepherdess.   1977. Първата изцяло научна нова биография за Бен и първата, която идентифицира рожденото ѝ име.
- Goreau, Angeline. Reconstructing Aphra: a social biography of Aphra Behn.   New York, Dial Press, 1980. ISBN 0-8037-7478-8.
- Goreau, Angeline. Feminist theorists: Three centuries of key women thinkers.   Pantheon, 1983. ISBN 0-394-53438-7. с. 8 – 27.
- Derek Hughes. The Theatre of Aphra Behn.   Palgrave Macmillan, 2001. ISBN 0-333-76030-1.
- Janet Todd. The Secret Life of Aphra Behn.   Rutgers University Press, 1997. ISBN 0-8135-2455-5. Най-новата и всеобхватно проучена биография на Бен, с нов материал за нейния живот като шпионка.
- Vita Sackville-West. Aphra Behn – The Incomparable Astrea.   Gerald Howe, 1927. По-жалостив и похвален поглед към Бен от този на Улф.
- Virginia Woolf. A Room of One's Own.   1929. Само един раздел разглежда Бен, но той служи като отправна точка за феминисткото преоткриване на ролята ѝ.
- Huntting, Nancy. What Is Triumph in Love? with a consideration of Aphra Behn //    Архивиран от оригинала на 2017-03-03. Посетен на 2021-01-12.
- Germaine Greer. Slip-Shod Sibyls.   1995. Две глави разглеждат Афра Бен с акцент върху нейната роля на поетеса.
- Heidi Hutner. Rereading Aphra Behn: History, Theory, and Criticism.   University of Virginia Press, 1993. ISBN 978-0813914435.
- Janet Todd, Aphra Behn: A Secret Life. ISBN 978-1-909572-06-5, 2017 Fentum Press, ревизирано издание.
- Liz Duffy Adams, Or. (2009). A play. ISBN 978-0-8222-2458-7, Dramatists Play Service.